# Winlock (cráter)

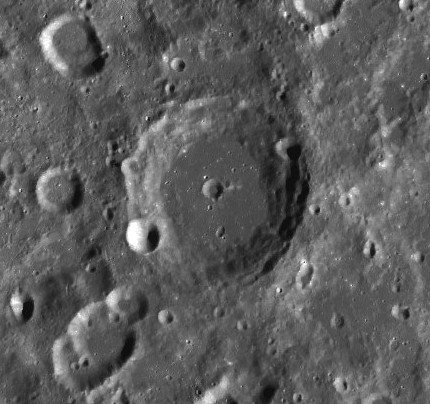
Fotografía de la misión Lunar Reconnaissance Orbiter

Winlock es un cráter de impacto perteneciente a  la cara oculta de la Luna, situado al oeste de la gran llanura amurallada del cráter Lorentz. Desde la Tierra, este cráter se encuentra detrás del terminador noroeste y justo más allá del lado oculta que en ocasiones se pone a la vista debido a la libración.
|  |

Es un cráter razonablemente bien formado, aunque ha sufrido cierta erosión. Presenta un pequeño cráter en el borde hacia el suroeste y un cráter más pequeño en el borde noreste. Su contorno es, por lo demás, relativamente circular, con algún leve deslizamiento en el borde interior. El suelo interior generalmente aparece nivelado, y el punto donde generalmente se localiza un pico central está ocupado por un pequeño cráter.

## Cráteres satélite
Por convención estos elementos son identificados en los mapas lunares poniendo la letra en el lado del punto medio del cráter que está más cerca de Winlock.
|         | \| Winlock \| Coordenadas \| Diámetro \| \| ------- \| ------------------------------- \| -------- \| \| M \| 32°18′N 106°00′O / 32.3, -106.0 \| 68 km \| \| W \| 37°12′N 107°24′O / 37.2, -107.4 \| 21 km \| |          |
| Winlock | Coordenadas | Diámetro |
| M       | 32°18′N 106°00′O / 32.3, -106.0 | 68 km    |
| W       | 37°12′N 107°24′O / 37.2, -107.4 | 21 km    |